# Quarto de dólar
Quarto de dólar ("quarter dollar") ou mais comumente simplesmente quarto ("quarter"), é uma moeda dos Estados Unidos no valor de 25 centavos de dólar. Possui um diâmetro de 24,26 mm (0,955 pol.) e espessura de 1,75 mm (0,075 pol.). A moeda ostenta o perfil de George Washington em seu anverso, e seu design reverso mudou frequentemente. É produzido com algumas interrupções desde 1796 e consistentemente desde 1831.
A escolha de um quarto de dólar como denominação teve origem na prática de dividir os dólares espanhóis em oito reales, que deram origem ao nome peso de oito (reales) (peso de ocho (reales). Nos Estados Unidos, um apelido coloquial para o quarto de dólar é: "Two bits".